# George Boleyn
George Boleyn, Burggraaf Rochford (Engels: Viscount Rochford) (?, ca. 1503 – Londen, 17 mei 1536) was een Engels diplomaat tijdens de regering van Hendrik VIII. Hij was een zoon van Thomas Boleyn, 1e graaf van Wiltshire, en broer van Maria en Anna Boleyn.
Waarschijnlijk op instigatie van zijn zuster Anna, werd hij in 1529 op zijn eerste diplomatieke missie naar Frankrijk gestuurd.
In 1536 werd hij beschuldigd van incest met zijn zuster, en op 15 mei van dat jaar werd hij, enkele uren na zijn zuster, schuldig bevonden. Twee dagen later werd hij onthoofd op Tower Hill, nabij de Tower of London. Het wordt waarschijnlijk geacht dat de beschuldiging van incest met zijn zuster niet op  feiten was gebaseerd.
George was gehuwd met Jane Parker. Volgens de overlevering was het huwelijk niet gelukkig. Ook wordt er gespeculeerd dat hij homoseksueel geweest zou zijn.